# خوان روزاي
خوان روزاي (ولد في أغسطس 1940) هو طبيب أمريكي إيطالي المولد أسهم بالبحوث السريرية والتعليم السريري في اختصاص علم الأمراض الجراحية، وهو مؤلف رئيسي ومحرر لكتاب هام في هذا المجال كما شخص حالات طبية جديدة كمرض روزاي-دوفمان والسرطانات الصلدة ذات الخلايا الصغيرة المدورة، ويشتهر أيضا بدوره كأستاذ ومشرف ومستشار للعديد من أخصائيي علم الأمراض الجراحية الأمريكيين والعالميين.

## مطلع حياته وتعليمه
ولد خوان روزاي في بوبي، وهي قرية صغيرة قرب فلورنسا، مقاطعة أريزو، في منطقة توسكانا، إيطاليا. هاجر أبويه عندما كان بعمر الثمانية إلى بيونيس آيرس في الأرجنتين بسبب المشاكل الاقتصادية في إيطاليا بعد الحرب العالمية الثانية. كان اسمه الأول جيوفاني روزاي، لكن بعد أن استقرت عائلته في الأرجنتين تغير اسمه إلى مقابله الإسباني خوان. وفي عمر الخامسة عشرة التحق بكلية الطب في جامعة بيونس آيرس؛ وخلال سنته الثالثة في الكلية التقى بالبروفسور إيدواردو لاسكانو، وهو عالم أمراض أثر على اهتمام الشاب خوان في هذا المجال. نال خوان شهادة الطب في عمر الواحدة والعشرين ثم تدرب كطبيب مقيم باختصاص علم الأمراض التشريحية في ذات الجامعة، تحت إشراف الدكتور لاسكانو، وأثناء خدمته كطبيب مقيم لاحقا باختصاص علم الأمراض في مشفى مار ديل بلاتا الإقليمي، تعرف على الدكتور لاورين أكيرمان في مؤتمر طبي في الأرجنتين، ودعاه ليتدرب معه في سان لويس في ميسوري في الولايات المتحدة.

## مسيرته المهنية في الولايات المتحدة
أنهى روزاي تدريبه كمقيم وزمالته في اختصاص علم الأمراض التشريحية في كلية جامعة واشنطن للطب ومشفى بارنيس تحت إشراف لاورين أكيرمان؛ بعدها بقي في كلية جامعة واشنطن حتى عام 1974 عندما عين في عمر الرابعة والثلاثين بروفيسورا ومديرا في علم الأمراض التشريحية في جامعة مينيسوتا؛ وغادرها عام 1985 ليتولى المنصب ذاته في كلية الطب في جامعة ييل في نيو هافين في كونيكتيكيت حيث بقي حتى عام 1991، وبين العامين 1991 حتى 1999 كان روزاي أستاذ خريجي جيمس إيوينج ورئيس علم الأمراض في مركز سلوان-كيتيرنج التاريخي للسرطان في نيويورك.

## العمل في إيطاليا والولايات المتحدة
أبقى روزاي على صلاته في إيطاليا بلده الأم خلال حياته، وفي عام 1982-1983 قضى سنة في جامعة فلورنسا وجامعة بولونيا. انتقل روزاي عام 2000 نهائيا إلى إيطاليا كرئيس لقسم علم الأمراض التشريحية في معهد السرطان الوطني في ميلانو، وأسس لاحقا في عام 2005 مركز استشارات علم الأمراض السرطانية في ميلان حيث يتابع نشاطاته الاستشارية والتعليمية مركزا على علم الأمراض السرطانية الجراحية
وبجانب عمل روزاي الحالي في إيطاليا فقد أبقى على اتصالاته مع الولايات المتحدة كأستاذ ملحق بعلم الأمراض في كلية ويل كورنيل الطبية في جامعة كورنيل، وأستاذ زائر في علم الأمراض في جامعة هارفارد ومستشفى ماساشوسيتس العام وكبير علماء الأمراض الاستشاريين في جينزيم جينيتكس (مختبر كورب). يعمل الآن كعالم أمراض استشاري في قسم علم الأمراض في جامعة يوتاه وفي 'مختبرات علماء أمراض الجامعات والإقليميين المتحدة' حيث يقدم استشارات جراحة مرضية عن بعد أثناء عمله في ميلانو.

## المنشورات العلمية
نشر روزاي أكثر من 400 ورقة بحثية محكمة في مواضيع في علم الأمراض تشمل وصوفا هامادة لكينونات مثل كثرة المنسجات الجيبية مع تضخم العقد اللمفية (مرض روزاي-دورفمان)، والسرطانات الصلدة ذات الخلايا الصغيرة المدورة وسرطان الخلايا المغزلية الظهاري مع تمايز غدة درقية شبيه بالغدة الصعترية، والورم شبه الوعائي ذو التحول العقدي في الطحال. كان رئيس تحرير المجلة الدولية لعلم الأمراض الجراحية حتى عام 2014 وعضوا في هيئة التحرير لعدة دوريات في علم أمراض، كما كان رئيس تحرير السلسلة الثالثة لأطلس علم أمراض الأورام لمعهد القوات المسلحة لعلم الأمراض، ومؤلفا لكراسات عن أورام الغدة الصعترية وأورام الغدة الدرقية وكتابا عن تاريخ علم الأمراض الجراحية الأمريكي يدعى 'مرشد يد الجراح'، كما حرر أو شارك في تحرير 13 كتابا.
ولعل أشهر منشوراته كتابه المسمى 'علم الأمراض الجراحية لروزاي وأكيرمان'، وقد نشر هذا الكتاب الهام عام 1953 مشرف روزاي الدكتور لاورين أكيرمان، وهو كتاب علم أمراض يركز على التشخيص التفريقي والخواص الشكلية ذات الأهمية السريرية. وقد استمر الدكتور روزاي بنشر إصدارات جديدة للكتاب حتى الإصدار العاشر عام 2011، ويشتهر هذا الكتاب بين علماء الأمراض نظرا لأسلوبه التعليمي والواضح وشموله على توضيحات كأمثلة عن صفات تشخيصية أساسية، وكان لهذا الكتاب تأثير كبير على تعليم علم الأمراض الجراحي حول العالم وترجم إلى عدة لغات منها الإسبانية والصينية والإيطالية والكرواتية إلى جانب النسخة الإنكليزية الأساسية؛ واستمر هذا الكتاب بالإصدار الحادي عشر لعام 2018 عبر فريق من الخبراء في علم الأمراض.

## مجموعة محاضرات خوان روزاي في علم الأمراض الجراحية
جمع خوان خلال مسيرته مجموعة شاملة من شرائح المحاضرات منها شرائح الهيستوباثولوجيا لحالات تعليمية وباثولوجية مثيرة مع تعليقات لعلماء أمراض ذوي علاقة. وفي عام 2011 تبرع خوان بكامل مجموعة محاضراته لتكون مصدرا مفتوحا ومجانيا، وبفضل التعاون بين روزاي وأكاديمية علم الأمراض الكندية والأمريكية وموقع أبيريو لعلم الأمراض تتوفر المحاضرات على شكل ملفات رقمية ويمكن لمختصي الأمراض الدخول إليها مجانا من أنحاء العالم؛ تضم المجموعة 18439 حالة تم عرضها بالأصل في 1495 محاضرة علم أمراض وتضم صورا رقمية للشرائح الهيستوباثولوجية الأصلية مع تعليقات لروزاي وغيره من الخبراء.